# Video Pool
Video Pool — компьютерная игра в жанре симулятор бильярда, разработанная Джеймсом Хатчби и изданная в Великобритании в 1985 году компанией Oxford Computer Publishing. В том же году игра была издана в Испании компанией ABC Soft. В Великобритании игра выдержала два переиздания компаний Paxman Promotions и Prism Leisure Corporation, вошла в состав одного из издаваемых сборников.
Игровой процесс Video Pool построен на прохождении уровней, на каждом из которых необходимо забить в лузы шесть шаров, а в конечном итоге набрать наибольшее число очков. В игре имеется несколько режимов, регламентирующих не только игру для одного и двух игроков, но и три разновидности бильярда. Игра ограничена числом жизней игрока, которые теряются за допускаемые ошибки, а по мере прохождения уровней сложность возрастает.
Игровая пресса встретила Video Pool положительно. Во время выхода игры на рынке уже присутствовало несколько симуляторов бильярда, и критики посчитали, что Video Pool является одним из лучших в своём жанре. Обозреватели отмечали в игре качество анимации и разнообразие игровых режимов.

## Игровой процесс
Video Pool представляет собой симулятор лузного бильярда (пула), выполненный в двумерной спрайтовой графике. Игроку требуется проходить уровни, на каждом из которых нужно забить 6 шаров в лузы и заработать как можно больше очков.
Уровень начинается с расстановки 6 шаров на столе бильярда в виде пирамиды, и уровни отличаются различным расположением номеров луз (от 1 до 6). Каждый из 6 шаров имеет свой номер, и помимо их, стол выставляется шар без номера напротив пирамиды. В Video Pool игрок всегда бьёт этим шаром. На то, чтобы загнать один из шаров с номером в лузу, игроку даётся 5 ударов. Если это не удаётся, то игрок теряет жизнь. Потеря жизни происходит также в случае, если шар игрока после удара не касается других шаров или сам попадает в лузу. В начале игры даётся четыре жизни, и после их потери игра заканчивается. По мере прохождения уровней их сложность повышается — уменьшается количество попыток на то, чтобы поместить шар в лузу.
В Video Pool имеется несколько режимов. Имеется выбор для одного или двух игроков, и в последнем случае у каждого из игроков своя игра и они сменяют друг друга при потере жизни. Для этих режимов Video Pool предлагает три разновидности игры. В первом забивать шары можно в произвольном порядке. Во втором необходимо сначала забить шар номер 1, далее номер 2 и так по порядку все шары, но в произвольные лузы. В третьем забивать можно шары в произвольном порядке, но шар должен попасть в лузу с его номером. Для каждого из описанных режимов игроки могут выбирать широкие или узкие лузы (в последние сложнее попасть). Дополнительно в Video Pool встроен редактор, позволяющий в произвольном порядке расставлять шары и играть.
Очки даются в игре только за забивание шаров в лузы. При этом число получаемых очков получается в результате произведения номера шара, номера лузы, номера уровня и числа 10 (см. илл.).

## Разработка и выпуск
Video Pool была разработана для платформы ZX Spectrum Джеймсом Хатчби (англ. James Hutchby) и издана в апреле 1985 года компанией Oxford Computer Publishing. В последующем игра переиздавалась в Великобритании два раза компаниями Paxman Promotions и Prism Leisure Corporation, а также выпускалась в составе сборника Casino Royal + Video Pool, в который вошли две игры от Oxford Computer Publishing. В 1985 году игра была издана в Испании компанией ABC Soft.

## Оценки и мнения
| Иноязычные издания    | Иноязычные издания |
| Издание               | Оценка             |
| --------------------- | ------------------ |
| Crash                 | 69 %               |
| Home Computing Weekly | [ 7 ]              |
| Sinclair User         | [ 4 ]              |
| Your Spectrum         | [ 3 ]              |

Критики Crash посчитали Video Pool самой лучшей игрой в жанре симулятора бильярда среди тех, которые присутствуют на рынке. Реализация охарактеризована как отличный старт чрезвычайно классической игры. Среди положительных моментов отметили разнообразие игровых режимов и качество графики, плавность анимации шаров. В последующем номере Crash вышла статья о спортивных симуляторах, где рассматривались и компьютерные игры в бильярд. В этом обзоре Video Pool записана как «вероятно самая лучшая игра в бильярд».
По мнению обозревателя Sinclair User в Video Pool «безусловно, стоит играть» даже не смотря на упрощение симуляции. Дополнительно была отмечена точность ударов, а также то, что движение шаров в игре реализовано плавное, быстрое и без мерцания. Журналист Your Spectrum сообщил, что несмотря на то, что в жизни его не интересует бильярд, но Video Pool увлёк его на игру часами. В рецензии участвовало ещё два критика, один из которых удивился «ещё одной игре в пул», а другой посчитал, что игра подойдет тем, кто интересуется бильярдом.
В Home Computing Weekly заметили, что бильярдные игры стали очень популярны в 1985 году, и Video Pool дополнил их коллекцию. В рецензии указали хорошо сделанное интро и таблицу рекордов. Сравнивая с другими симуляторами бильярда обозреватель посчитал, что в Video Pool не погнались за трёхмерной иллюзией игры, а сделали всё в двумерном виде сверху, и это получилось «весьма хорошо». Критик заметил разнообразие режимов и хорошую играбельность. В ZX Computing игру посчитали сложной симуляцией бильярда.
В сборнике игр «500 компьютерных игр» была отмечена простота управления и усвоения игрового процесса, так как игроку не нужно знать правила бильярда, которые подсказывает компьютер. Автор обзора в журнале Romomania посчитал, что появившиеся после такие игры, как Lunar Ball и Side Pocket по игровому процессу ненамного отличаются от Video Pool. Для последнего же критик отметил простую и качественную графику и анимацию. Относительно звукового сопровождения сообщил, что отсутствие музыки компенсируется «отличными звуками».